# Arnie Somogyi
Arnie Somogyi (* 7. September 1965) ist ein britischer Jazzbassist.

## Werdegang
Somogyi, Sohn ungarischer Migranten, lernte zunächst Violine, bevor er mit vierzehn Jahren zum  E-Bass und schließlich zum Kontrabass wechselte. Er studierte an der Guildhall School of Music bei Jeff Clyne, um dann in den Bands von Ben Castle, Claire Martin, Tommy Chase,  Alan Skidmore, Clark Tracey, Tim Whitehead und Peter King zu spielen. Daneben war er als Studiomusiker tätig. Nach einem Besuch in Ungarn gründete er mit dem Gitarristen Zsolt Bende die Band Improvokation, zunächst als Quartett, zuletzt als Tentett. Weiterhin gründete er das Quartett Ambulance (zu dem Saxophonist Paul Booth, Pianist Tim Lapthorn und Schlagzeuger Dave Smith gehörten) und mit Bende, Tony Lakatos, Liam Noble und Drummer Winston Clifford die Cold Cherry Soup (gleichnamiges Album 2001). 2012 trat er mit einem Mingus-Programm auf. 
Er lehrte am Konservatorium von Birmingham.

## Lexikalische Einträge
- Ian Carr, Digby Fairweather, Brian Priestley: Rough Guide Jazz. Der ultimative Führer zum Jazz. 1800 Bands und Künstler von den Anfängen bis heute. 2., erweiterte und aktualisierte Auflage. Metzler, Stuttgart/Weimar 2004, ISBN 3-476-01892-X.